# 玉川大学ラグビー部
玉川大学体育会ラグビー部（たまがわだいがくたいいくかいラグビーぶ、Tamagawa Univ Rugby Football Club）は、関東大学ラグビーリーグ戦グループ4部に所属する玉川大学のラグビーユニオンチームである。

## 概要
1949年に創部。1992年、関東大学ラグビーリーグ戦グループに加盟。1部への昇格はまだ果たしていない。なお2004年から2011年まで元日本代表の川合レオがヘッドコーチを務めた。

## チームスローガン
- 2015年度:去年の記録を超す！

## 戦績
近年のチームの戦績は以下のとおり。
| 年度 | 所属 | 勝敗      | 順位 | 備考                                |
| ---- | ---- | --------- | ---- | ----------------------------------- |
| 2005 | 3部  | 2勝5敗    | 7位  | 入替戦 33-39 東京理科大 ※4部降格    |
| 2006 | 4部  | 7勝0敗    | 1位  | 入替戦 64-0 城西大 ※3部昇格         |
| 2007 | 3部  | 4勝3敗    | 3位  |                                     |
| 2008 | 3部  | 5勝2敗    | 2位  | 入替戦 11-15 国士舘大 ※3部残留      |
| 2009 | 3部  | 6勝1敗    | 1位  | 入替戦 8-7 国際武道大 ※2部昇格      |
| 2010 | 2部  | 0勝7敗    | 8位  | 入替戦 17-17 国士舘大 ※2部残留      |
| 2011 | 2部  | 2勝5敗    | 6位  |                                     |
| 2012 | 2部  | 1勝6敗    | 7位  | 入替戦 20-11 国際武道大 ※2部残留    |
| 2013 | 2部  | 1勝6敗    | 7位  | 入替戦 36-20 埼玉工業大 ※2部残留    |
| 2014 | 2部  | 2勝5敗    | 7位  | 入替戦 32-13 国際武道大 ※2部残留    |
| 2015 | 2部  | 0勝6敗1分 | 8位  | 入替戦 18-24 朝鮮大 ※3部降格        |
| 2016 | 3部  | 5勝2敗    | 2位  | 入替戦 18-63 朝鮮大 ※3部残留        |
| 2017 | 3部  | 4勝3敗    | 5位  |                                     |
| 2018 | 3部  | 0勝7敗    | 8位  | 入替戦 26-14 横浜国立大 ※3部残留    |
| 2019 | 3部  | 2勝5敗    | 5位  |                                     |
| 2021 | 3部  | 2勝2敗    | 4位  |                                     |
| 2022 | 3部  | 1勝6敗    | 8位  | 入替戦 7-33 新潟食料農業大 ※4部降格 |
| 2023 | 4部  | 7勝0敗    | 1位  | 入替戦 33-34 千葉大学 ※4部残留      |
| 2024 | 4部  | 4勝3敗    | 4位  |                                     |

## 在籍した選手
- 川合レオ（CTB、元ヘッドコーチ、日本代表、NECグリーンロケッツ / 玉川学園高等部）

## 所在地
- 東京都町田市玉川学園6-1-1（玉川大学グラウンド）[2]